# Begonia teuscheri
Begonia teuscheri là một loài thực vật có hoa trong họ Thu hải đường. Loài này được Linden ex André mô tả khoa học đầu tiên năm 1879.